# Puerto de Santiago
Puerto de Santiago is een toeristische plaats in de gemeente Santiago del Teide, Tenerife met 5386 inwoners (2009). De plaats heeft twee zwarte stranden: Playa de Santiago en Playa de la Arena. Hiervan is Playa de la Arena de grootste, hier vindt men onder andere een boulevard met winkels en restaurants.
Het plaatsje heeft een klein winkelcentrum. Puerto de Santiago is gebouwd tegen een rotswand, langs het bekende plaatsje Los Gigantes.

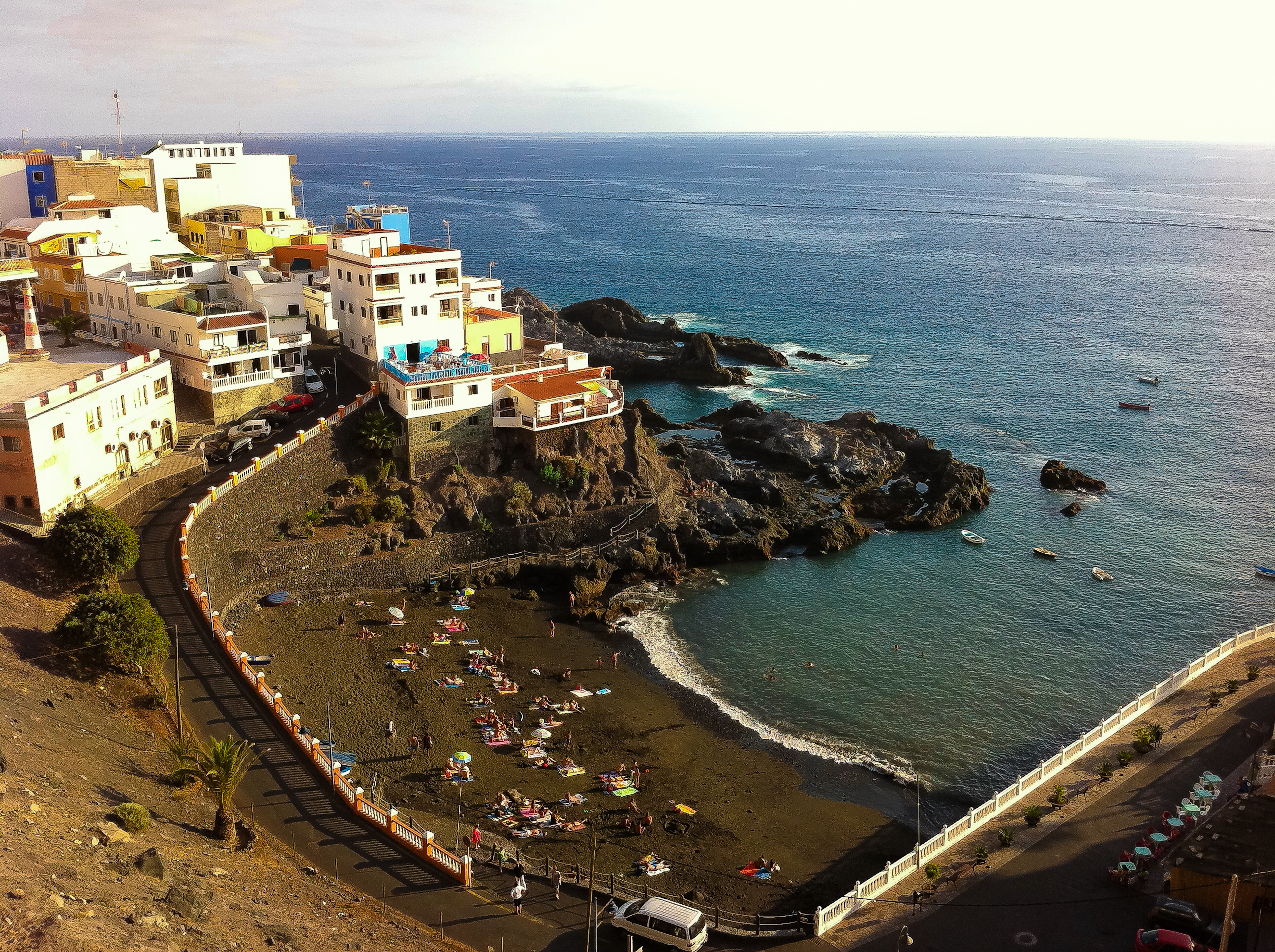
Playa de Santiago

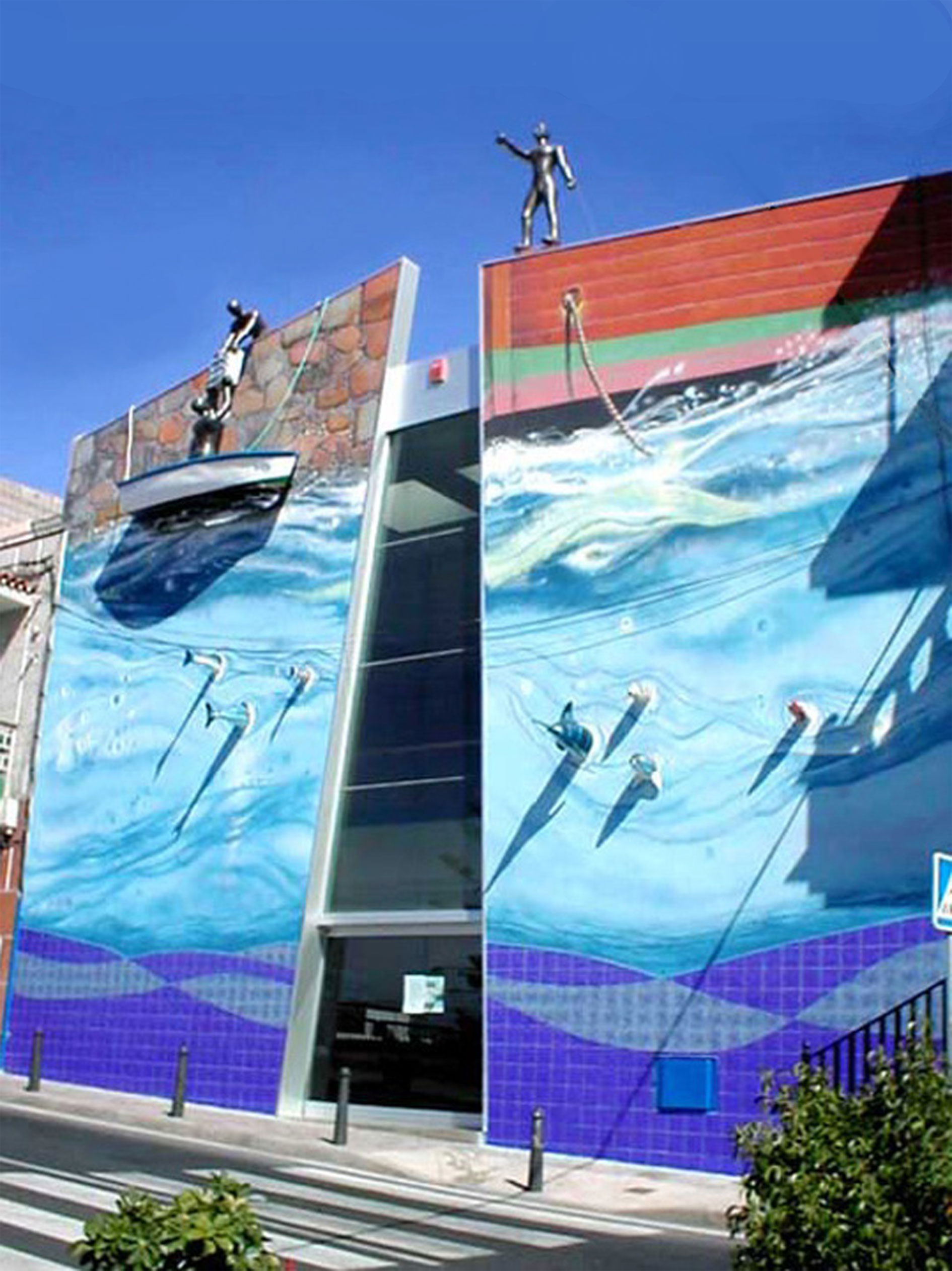
Museum Visserij (Puerto de Santiago)